# Galerucella angulosa
Galerucella angulosa es una especie de insecto coleóptero de la familia Chrysomelidae.

## Distribución geográfica
Habita en la isla de Ambon (Indonesia).